# 桑名正博
桑名 正博（くわな まさひろ、旧芸名：桑名 将大・桒名 正博、𥸮名正博、1953年〈昭和28年〉8月7日 - 2012年〈平成24年〉10月26日）は、日本の歌手、俳優、タレント、実業家。

## 略歴
1953年、1830年創業の廻船問屋「桑文」（後に桑名興業に改称、倒産廃業）の7代目の跡取りとして生まれる。家庭には女中が2名おり、両親と妹の4人家族だが700坪の邸宅で育った。1957年、勝山幼稚園入園。1960年、大阪市立住吉小学校入学。1967年、兵庫県芦屋市の甲南中学校入学。1969年、大阪市立阪南中学校へ転校。1970年、大阪万博でアルバイトをしたことを契機にサンフランシスコへ移住する。
1971年に帰国してファニー・カンパニーを結成した。1972年に「スウィートホーム大阪」でデビューした。1973年『ファニー・カンパニー』及び1974年『ファニー・ファーム』と2枚のアルバムを残して同年解散した。桑名正博バンド、加賀テツヤ、山本翔と結成したユグドラジルの名義でキングレコードからリリースされたオムニバスアルバム『イントロダクション』に参加した。
1975年にソロ活動を開始し、1976年、RCAからアルバム『Who are you?』をリリース。1977年、当時のRCAの担当ディレクターだった小杉理宇造の紹介で筒美京平と出逢う。筒美は作詞に松本隆を指名。同年6月に二人の作品『哀愁トゥナイト』がリリース。その後も『サード・レディー』など松本・筒美コンビによるシングルのリリースを続ける。
1977年9月に大麻とコカインの使用で書類送検された。コカイン常用の証拠隠滅を図ったことで10月12日に麻薬取締法違反容疑で逮捕され、懲役2年執行猶予3年の有罪判決を受けた。
1979年発売のカネボウ化粧品キャンペーンソング『セクシャルバイオレットNo.1』は、チャート1位を獲得する大ヒットを記録。代表作のひとつとなる。いわゆる「ロック歌謡」と呼ばれたジャンルがブームだったのもこの頃である
1980年3月5日にアン・ルイスと挙式し、10日に結婚を発表した。
1981年4月、芸名を桑名正博から桑名将大へ改名。読みは同じ。
1981年9月29日に、モデルをしていた19歳の女性ファンへの強制わいせつ致傷容疑で逮捕されるが、示談が成立して、不起訴処分となる。
同年12月25日に、大阪府警生活課と豊中警察署から、9月に大阪の実家で開いた大麻パーティーで大麻を使用した大麻取締法違反容疑で取り調べを受け、容疑を認める供述をする。
1984年に、アン・ルイスと離婚。
東京に拠点を置いて芸能活動をしていたが、芸能活動を陰で支え続けた父の没後、遺志を継ぎ1990年から家業を継ぐために出身地の大阪に拠点を戻した。「桑名興業」は江戸時代から続く廻船問屋で、桑名正博は七代目となる。港湾荷役、建設業、倉庫業を営む中堅企業で、一時ゴルフ場の経営もしていた。
1998年から2002年までは「THE TRIPLE X」というバンドを中心にして活動。その後はしばらく活動休止していたが、2009年8月以降、桑名・芳野以外のメンバーを入れ替えてライブを行っている。2000年5月、桑名興業社長に就任。社長業が多忙なため、東京での芸能関係の仕事はほとんどせず、大阪中心に活動。しかし、バブル崩壊の煽りを受け会社は危機を迎えており、桑名が引き継いだ時には、すでに手遅れの状態であった。700坪の豪邸を売り払って（現在は、グランドメゾン晴明丘）も立て直しがきかず倒産している。
2003年10月に吉本興業入り。
2006年、静かな生活がしたい、と軽井沢へ転居する。
2012年7月15日早朝に大阪市内の自宅で脳幹出血により倒れ、大阪市住之江区の友愛会病院に緊急搬送されたが、意識不明の重体となる。
ゲスト出演した『ライオンのごきげんよう』が7月20日に放映され、7月11日に収録されたものである旨が表示された。3回の出演予定だったが、残り2回は7月18日に収録予定だったため、出演はこの回きりとなった。
8月2日に、入院先の病院で長引く闘病生活に耐えるため気道に注入された人工呼吸器を外し、気管切開の手術を受けた。長らく意識不明の状態であったが、10月26日午前11時44分に心不全のため死去。59歳没。
葬儀・告別式は10月30日に大阪市阿倍野区内の葬儀場で行われ、約700人が参列し、原田喧太が弔辞を読んだ。出棺後、巨大な遺影を掲げた白いベンツGクラスのオープンカーに続き桑名の棺を乗せたリンカーンの霊柩車が御堂筋を走る。5,000人余の大阪市民や橋下徹市長らに見送られ、市内南部にある瓜破斎場で荼毘に付された。法名は、明月院釋響流（みょうげついんしゃくこおる）。

## 人物

### 実業家として
2000年以降の本業は家業である桑名興業の社長を務め、音楽活動はチャリティなども含め、マイペースではありながらも地道に行っていた。

### 俳優・タレントとして
俳優としては、1980年に根津甚八、大竹しのぶと共演した『恋人たち』(TBS) で根津の不良の弟"ロク"役などで強い印象を残し、その他ドラマでは大阪弁をしゃべる気さくな役柄が多い。1983年、横山やすし主演の映画『唐獅子株式会社』にインテリヤクザ役で、1991年には『新極道の妻たち』で助演。横山や桑名と酒席をともにした原作者の小林信彦は後年、著書『天才伝説 横山やすし』で、桑名を温厚で礼儀正しい青年として好意的に描写している。「チャオチャオたこかいな」で大地真央と共演した。タレントとしてコメンテーターやリポーターなど、幅広い活躍を続けた。

### 社会活動など
荒っぽい言動や、不祥事による逮捕で騒がれたことから破天荒なイメージが先行するが、実際は行動的な社会活動家として多くの足跡を残し、障害のある子供らへ支援事業や、海外の戦地の子供たちへ支援活動やチャリティー或いは捨て犬の里親探しの財団を設立するなど地道な活動を約20年続けた。晩年の音楽活動は社会貢献活動のために行っている傾向が強かった。本人のシャイな性格に加え、売名行為と中傷されることを嫌って社会活動を行っていることを積極的にアピールすることはなかったものの、生前の桑名のその姿勢や活動に賛同した西城秀樹、松本孝弘、河村隆一など多数の歌手仲間や芸能人が桑名のチャリティー活動に協力していた。

### 家族
妹は同じくミュージシャンである桑名晴子。若い頃から非常に仲が良く、お互いライブなどに参加しデュエットすることも多かった。
桑名には2人の息子がおり、アン・ルイスとの間に1981年5月8日生まれの長男・美勇士、離婚後再婚した桑名栄子との間に1988年2月28日生まれの二男・桑名錬がいる。2人の息子とも父同様ミュージシャン活動をしている。
2011年10月31日、美勇士に娘が誕生した。桑名にとっても、元妻のアン・ルイスにとっても初孫となった。

### エピソード
- 甲南中学校2年の時引きこもりになり、義務教育であるにも拘らず留年を経験。のちに退学処分を受け、公立の中学校に移ってから卒業。高校から再び甲南に進んだが、入学式だけ出席して中退した[7]。
- 1970年代初めに活動したファニー・カンパニーは、当時「東のキャロル、西のファニカン」と呼ばれ人気を博した。これを仕掛けたのは内田裕也という。しかし「プロとしてやっていくんだ!」「これで成り上がるんだ!」という意識の強いキャロルと比べて、ファニカンのメンバーは桑名も含めてみなノンポリでフラフラしていて「思い出を作って20歳で辞めよう」と考えていたため、ライバル扱いされたことは「（キャロルに）ちょっと悪いような気がした」という。イベントで一緒になった時、ぎゅうぎゅう詰めの中古のスバル360で会場に向かうキャロルを、ファニカンの医者の息子だったメンバーの真っ赤なポルシェで追い抜いていたという。仕事が一緒になった時、矢沢永吉から「お前は甘い」、酔った勢いで「成り上がりがどうの」と言われたため、「そんな金持ってて使い方がわかんないんだったら、俺が使ってやる!」とケンカになったことがあるという[7]。
- 「セクシャルバイオレットNo.1」がヒットし日本各地をコンサートでまわっていた頃に俳優の陣内孝則が「ザ・ロッカーズ」のボーカルとして 前座をつとめていた。
- 吉田豪のインタビュー『人間コク宝』（2004年、コアマガジン）で桑名は「ファニカンのメンバーはみんなドラッグをやっていた」「大阪万博のときにみんな持ち込んでた。毎日どっかのパビリオンが主催でパーティーやってて、カナダ館のコンパニオンとかとパーティーをやるとドラッグが回ってきた」ブレイク直前で逮捕されたときは「なぜ今ごろ?と思った」「ドラッグで死にかけた」などと話している[7]。
- LIVEなどステージ活動中には最も長くパートナーを組んだキーボード奏者の小島良喜にトーク面で頼ることが多く、「コジやん」「コジマ」「小島良喜」など、やたらと彼を呼称することが多かった。
- クチ癖として「今日も二日酔いやわ〜」「時間のロスや!」などが有る。「時間のロスや!」は2008年7月6日放送の『行列のできる法律相談所』に出演した際、島田紳助から「アン・ルイスさんとは会わないんですか?」「会いづらい?」と桑名自身一番触れられて欲しくないことを尋ねられ、答えに詰まり、つい出たオヤジギャグのダジャレが思いのほか世間に広まってしまい、自分でもそれを認識して事あるごとに言うようになった。
- Flashを使ってホームページを作るなどパソコンやプログラミングに精通していた為、ホームページやYouTubeへの動画投稿や編集などはほとんど自分自身でこなしていたという。
- 自身のサイトではmo-jaと名乗っている。由来は、「その昔、KinKi Kidsの堂本剛が大阪で深夜番組をやってて、「先輩をニックネームで呼ぼう」とかいう企画をやっててね。たとえば「桑名さん」って呼んだら堅いし、まさか「桑名!」とは呼ばれへんし、とかでニックネームつけようって。呼び方は堂本が考えるんやけど、その頃、僕、1回ドレッドヘアーやっててんけど、その後、伸ばしてグチュグチュグチュッてカーリーになってる時で（笑）…。そしたら彼が「桑名さん、頭もじゃもじゃやから、（もじゃ）!」ていう話で（もじゃ）になってんね。その後で家の近く歩いてたりすると、中学生くらいの子に「あっ、もじゃだ〜!」であんまり言われるんで、ほんだら（まさやん）はよーけおるし、ハンドルネームもmo-ja（もじゃ）にしよっていうことになったんです」と桑名自身が話している。
- 2010年9月頃からTwitterにはまり、頻繁に家族や知人と連絡を取り合っていたこともあり、ブログや個人サイトはあまり更新していなかった。
- 島田紳助がまだ売れていない頃から目をかけており、紳助がビッグネームになった後も、飲みに誘った帰り際に紳助の付き人にタクシー代5,000円を渡してくれたと紳助が語っている。
- 現在の音楽界において、『「どんな曲ですか?」と言われるより、まず「どこのレコード会社ですか?」と言われる」』というレーベルがイニシアティブをとる現状を危惧していた。
- 1978年発売のアルバム『テキーラ・ムーン』に収録された楽曲「月のあかり」は、大阪ではカラオケの定番曲となるなど知名度が高い[15]。
- 大の犬好きであり、軽井沢の住居ではフレンチブルドッグをはじめ、多数の犬と共に生活していた。
- 1970年代はちりちりパーマの長髪、1980年代以降は口ひげがトレードマークだった。2000年代に入りヒゲを落とし、金髪がトレードマークとなっていたが、2008年7月6日放送の『行列のできる法律相談所』に出演した際は、総白髪にひげ姿で登場した。
- 外車好きはよく知られており、デビュー当時からカマロなどアメ車をよく運転していたという。なお晩年はゲレンデヴァーゲンをマネージャーを兼ねる夫人が運転し移動することが多かった。
- 「セクシャルバイオレットNo.1」が大ヒットしコンサートの多かった頃には最も痩せており 身長178cm[16]にして体重が55kg程度しかなかった。本人曰く、カマキリのようだった。しかし30代に入ってからは暴飲暴食がたたって太ってしまい、30代後半から40代にかけてはもう少しで90kgに届こうというところまでいった。その後40代後半から体重を落とし70kg半ば程度を維持。50歳を過ぎてから更にダイエットを意識し、五穀米中心の食事で68kgまで痩せた。
- 桑野信義と名前が似ているため、混同されることがしばしばある。

## 所属事務所
ウエストポイント（'70年代） → MO AGENCY（'80年代） → デンミュージック（'90年前後） → オフィスクワナ（'90年代） → アベノス（'90年代後半 - ） → 吉本興業（2003年10月 - ） → レムミュージック（晩年）

## ディスコグラフィー

### シングル
| 発売日         | 規格品番 | 面  | タイトル                              | 作詞                              | 作曲                              | 編曲                         |
| RCA            | RCA      | RCA | RCA                                   | RCA                               | RCA                               | RCA                          |
| -------------- | -------- | --- | ------------------------------------- | --------------------------------- | --------------------------------- | ---------------------------- |
| 1976年7月      | RVS-506  | A   | 真夜中列車第2便                       | 松本隆                            | 桑名正博                          | 桑名正博・Ghost Town People  |
| 1976年7月      | RVS-506  | B   | 馬鹿な男のR&R                         | 下田逸郎                          | 桑名正博                          | 桑名正博・Ghost Town People  |
| 1977年6月5日   | RVS-516  | A   | 哀愁トゥナイト                        | 松本隆                            | 筒美京平                          | 萩田光雄                     |
| 1977年6月5日   | RVS-516  | B   | さよならの夏                          | 松本隆                            | 筒美京平                          | 萩田光雄                     |
| 1978年7月5日   | RVS-535  | A   | 薔薇と海賊                            | 松本隆                            | 筒美京平                          | 鈴木茂・船山基紀             |
| 1978年7月5日   | RVS-535  | B   | 満潮                                  | 松本隆                            | 筒美京平                          | 鈴木茂・船山基紀             |
| 1978年11月25日 | RVS-542  | A   | サード・レディー                      | 松本隆                            | 筒美京平                          | 桑名正博&Tear Drops+戸塚修   |
| 1978年11月25日 | RVS-542  | B   | テキーラ・ムーン                      | 松本隆                            | 筒美京平                          | 桑名正博&Tear Drops          |
| 1979年4月21日  | RVS-549  | A   | スコーピオン                          | 松本隆                            | 筒美京平                          | 桑名正博&Tear Drops          |
| 1979年4月21日  | RVS-549  | B   | 俺たちに明日はない                    | 松本隆                            | 筒美京平                          | 桑名正博&Tear Drops          |
| 1979年7月21日  | RVS-552  | A   | セクシャルバイオレットNo.1            | 松本隆                            | 筒美京平                          | 桑名正博&Tear Drops+戸塚修   |
| 1979年7月21日  | RVS-552  | B   | You're my baby                        | 松本隆                            | 筒美京平                          | 桑名正博&Tear Drops+戸塚修   |
| 1979年12月1日  | RVS-554  | A   | THE SUPER STAR                        | 松本隆                            | 筒美京平                          | 桑名正博&Tear Drops+鈴木茂   |
| 1979年12月1日  | RVS-554  | B   | スポーツ・ウーマン                    | 松本隆                            | 筒美京平                          | 桑名正博&Tear Drops+戸塚修   |
| 1980年5月1日   | RVS-561  | A   | ダーティーヒーロー                    | 下田逸郎                          | 桑名正博                          | 桑名正博&Tear Drops          |
| 1980年5月1日   | RVS-561  | B   | ミステリアス                          | 下田逸郎                          | 難波丞辰                          | 桑名正博&Tear Drops          |
| 1980年10月5日  | RHS-504  | A   | ロンリネス                            | 下田逸郎                          | 筒美京平                          | 桑名正博&Tear Drops+萩田光雄 |
| 1980年10月5日  | RHS-504  | B   | SILENT DAYS                           | 下田逸郎                          | 筒美京平                          | 桑名正博&Tear Drops+戸塚修   |
| 1981年3月5日   | RHS-513  | A   | 追跡ハートエイク                      | 糸井重里                          | 桑名正博                          | 桑名正博・萩田光雄           |
| 1981年3月5日   | RHS-513  | B   | TO THE SUN                            | 下田逸郎                          | 桑名正博                          | 桑名正博・難波正司・萩田光雄 |
| AIR RECORDS    |          |     |                                       |                                   |                                   |                              |
| 1985年7月21日  | RAL-4505 | A   | FOLLOW YOUR HEART                     | Peter Carr Rafelson               | Peter Carr Rafelson               | 小島良喜                     |
| 1985年7月21日  | RAL-4505 | B1  | MAKE IT UP                            | Peter Carr Rafelson・Mitch Kaplan | Peter Carr Rafelson・Mitch Kaplan | 小島良喜                     |
| 1985年7月21日  | RAL-4505 | B2  | STAY THE NIGHT                        | Mitch Kaplan                      | Mitch Kaplan                      | 小島良喜                     |
| 1986年5月21日  | RAS-542  | A   | 風を愛して                            | 山口洋子                          | 大野雄二                          | 大野雄二                     |
| 1986年5月21日  | RAS-542  | B   | 揺れる女                              | 山口洋子                          | 大野雄二                          | 大野雄二                     |
| MOON RECORDS   |          |     |                                       |                                   |                                   |                              |
| 1988年2月10日  | MOON-757 | A   | 10 Years After                        | 松尾由紀夫                        | 桑名正博                          | 芳野藤丸                     |
| 1988年2月10日  | MOON-757 | B   | 悲しみに堕ちたまま(Close to My Heart) | Martin Briley・Sue Shiffrin       | Martin Briley・Sue Shiffrin       | 芳野藤丸                     |
| 1988年11月28日 | MOON-769 | A   | 月のあかり                            | 下田逸郎                          | 桑名正博                          | 芳野藤丸                     |
| 1988年11月28日 | MOON-769 | B   | レイダウンベイサイド                  | 安藤芳彦                          | 芳野藤丸                          | 芳野藤丸                     |

### アルバム
1. Who are you?（1976年7月5日）
2. マサヒロ・II（1977年7月5日）
3. テキーラ・ムーン（1978年7月5日）
4. ロード・マシーン（1979年1月25日）
5. KUWANA No.5（1979年6月21日）
6. コミュニケーション（1979年12月16日）「セクシャルバイオレットNo.1」収録、オリコンBEST10入り。
7. TEAR DROPS（1980年6月21日）
8. ROCK’N SOUL SPECIAL（1981年）ミニ・アルバム
9. MILLER DR.（1981年11月21日）
10. ウーマニアック（1983年）
11. KUWANA（1988年2月25日）
12. IT'S ONLY LOVE（1988年11月28日）
13. For Paradise（1989年9月10日）
14. 百万人に一人の女（1992年6月25日）
15. マハロ（1996年3月25日）ミニ・アルバム
16. for Angels（1996年12月9日）
17. ディア・マイ・フレンド（2005年6月29日）ライブ・アルバム

### 主なベスト・アルバム
1. Indian Poker - Scene 1972 〜1987（LPは1986年3月5日・CDは15日）
2. NEW BEST（1994年11月23日）
3. セクシャルバイオレットNo.1〜桑名正博 RCA BEST COLLECTION（1999年4月21日）
4. GOLDEN☆BEST 桑名正博〜RCA/AIR YEARS（2005年4月20日）
5. 桑名正博35周年BEST「Masahiro Kuwana Tracks on」（2008年1月23日）
6. GOLDEN☆BEST 桑名正博 -MASAYAN 40Years-ロード・マシーン（2012年11月14日）

## 出演

### 映画
- ションベンライダー（1981年） - 山
- 唐獅子株式会社（1983年） - 原田
- コミック雑誌なんかいらない!（1986年） - バーの客
- BE FREE!（1986年） - 虎子光秀一郎
- フライング 飛翔（1988年） - 西山記者
- 新極道の妻たち（1991年） - 二代目藤波組本部長 宗田義人
- 風の国（1991年） - 木島透
- 風、スローダウン（1991年） - 菅原
- 復讐の帝王（1995年） - 戸田
- RED HARP BLUES（2002年）
- AIKI（2002年） - 権水松太郎
- 特命係長 只野仁 最後の劇場版（2008年、松竹） - 田中伸介
- Oh!マイブラザー 誰の心に届く…（2010年） - 徳川

### テレビドラマ
- 恋人たち（1980年、TBS）- 六太郎（ロク）
- 神戸っ子純情（1983年10月22日、毎日放送）
- 夫婦生活（1985年、TBS）
- ハーフポテトな俺たち（1985年、NTV）
- 明日を殺さないで（1985年、CX）
- 火の蛾（1985年、 YTV）
- となりの女（1986年、TBS）- 渡辺満
- 風を愛して（1986年、NHK総合）
- お坊っチャマにはわかるまい!（1986年、TBS）
- チャオチャオたこかいな〜たこやきルネッサンスや。〜（1986年、MBS）- 徹
- な・ま・い・き盛り（1986年、CX）
- ジャングル（1987年、NTV・東宝）- 小日向京介警部補
- 嘘つき（1990年、NTV）
- 花吹雪女スリ三姉妹（1994年、ABC）
- 婚姻関係（1994年、MBS）
- 3番テーブルの客（1996年、CX）
- ラブ&ピース（1998年、NTV）- 太田善之
- バーチャルガール（2000年2月19日、NTV）- 村木慎吾
- 京都金沢殺人事件シリーズ5（2004年1月27日） ‐ 出島五郎

### オリジナルビデオ
- 野獣伝説（1993年、原作：真樹日佐夫、SHSプロジェクト） - 主演・海江田仁
- 極道の紋章5-20（2008年 - 2013年、ミュージアム） - 神戸 沖田連合本部長 風間組組長 風間将兵
- 難波金融伝 ミナミの帝王 恐喝(おどし)のサイト（2004年、ケイエスエス） - 森（詐欺集団のリーダー）
- 九州激動の1520日 新・誠への道（2009年） - 二代目雄仁会二代目村富一家幹部古場組組長 古場茂喜
- 実録・悪漢（2009年） - 三代目山路組若頭 地引組組長 地引芳雄 ※特別出演
- サムライ（2012年、コンセプトフィルム） - 佐伯

### 舞台
- 服部家の人々
- 伝説のステージ FOREVER'70s-青春- （2003年、中日劇場・新宿コマ劇場・梅田コマ劇場）
- IMAGINE 9.11（2007年8月）

### ラジオ
- MBSミュージックマガジン（MBSラジオ、1980年10月 - 1981年3月）
- ナニワ音楽ショウ 火曜日 桑名正博のセクシャルMo-jahナイト（MBSラジオ、2003年10月 - 2008年3月）

### CM
- 日産・フェアレディZ（Z32型） - 「スポーツカーに乗ろうと思う」のナレーション。
- 日産・ルネッサ - 江川卓・内藤剛志と出演
- サントリー「ザ・カクテルバー　バイオレット・フィズ」（1994年。永瀬正敏と共演）
- ハウス食品「好きやねん」（1994年。羽野晶紀・杉原輝雄と共演）
- オリバーソース[17]
- 五ツ木書房
- 信用組合関西興銀
- 弁護士法人ITJ法律事務所（歌のみ）

## 書籍
- 武勇伝―男は、誰のために、何を守るために戦うのか（1997年、ひらく）
- 不良親父のボランティア（2000年、講談社）

## 親交のあった人物
- 横井康和
- 6代 桂文枝（前名 桂三枝）
- 島田紳助
- 加賀テツヤ
- 河村隆一
- 西城秀樹
- 下田逸郎（「月のあかり」の作詞者。親交は古く、2011年6月のジョイントライブの際には、「はじめようと思う」を桑名に合う曲ということで直々にプレゼントした）
- 陣内孝則
- 今陽子
- 原田芳雄（息子でギタリストの原田喧太がメンバーとして時折参加している。桑名の葬儀では息子の喧太が弔辞を読んだ）
- 安岡力也
- やしきたかじん
- 上田正樹
- もんたよしのり
- B'z（かつてギターの松本孝弘が自身のバックミュージシャンとして参加していた。その縁でボーカルの稲葉浩志も飲み友達である）
- 内田裕也
- ジョー山中
- 永井セーラ
- ラモス瑠偉
- 川崎麻世
- 研ナオコ
- 岩城滉一
- ダイアモンド☆ユカイ
- 松尾貴史
- 堀内孝雄
- 天童よしみ
- 渋谷天外（３代目・松竹新喜劇代表）
- 宇崎竜童